# Thelotrema expallescens
Thelotrema expallescens är en lavart som beskrevs av Nyl. 1876. Thelotrema expallescens ingår i släktet Thelotrema och familjen Thelotremataceae.   Inga underarter finns listade i Catalogue of Life.